# Santarém (stacja kolejowa)
Santarém – stacja kolejowa w Santarém, w Portugalii. Znajduje się na Linha do Norte.